# Hillova enačba (matematika)
Hillova enáčba ali Hillova diferenciálna enáčba [hílova ~] je v matematiki navadna diferencialna enačba 2. reda:
{\displaystyle {\frac {\mathrm {d} ^{2}y}{\mathrm {d} x^{2}}}+\left(\theta _{0}+2\sum _{n=1}^{\infty }\theta _{n}\cos \,(2nx)\right)y=0\!\,,}
kjer so {\displaystyle \theta _{i}} konstante. Splošno rešitev daje determinanta neskončne matrike.
Hillova enačba se uporablja tudi v fiziki in je zelo splošna, saj se na člene z {\displaystyle \theta _{i}} lahko gleda kot na razvoj periodičnega potenciala (Kronig-Penneyjev model) v Fourierove vrste. 